# 中国共产党中央决策议事协调机构
中国共产党中央决策议事协调机构，简称中共中央决策议事协调机构，在中国共产党内和中华人民共和国境内也称党中央决策议事协调机构，是中国共产党中央委员会设立的若干决策议事协调机构的总称。
《中国共产党中央委员会工作条例》第十三条规定，为加强跨领域、跨部门重要工作，中共中央设立决策议事协调机构，具有对重大工作的顶层设计、统筹协调、整体推进、督促落实的职能作用。《条例》第二十九条同时规定：“按照党中央决策部署和中央委员会总书记指示要求，党中央决策议事协调机构召开会议，研究决定、部署协调相关领域重大工作。会议议题由中央委员会总书记确定或者审定。”

## 沿革

### 延安整风
1941年9月10日至10月22日，中共中央政治局扩大会议在延安召开。会议期间，9月26日，中央学习研究组成立，毛泽东任组长，王稼祥任副组长；10月13日，中央书记处工作会议决定成立以毛泽东为首，王稼祥、任弼时、康生和彭真参加的清算过去历史委员会。1942年2月下旬，中共中央总学习委员会成立，以毛泽东为主任，领导整风运动。期间，成立由康生领导的党与非党干部审查委员会。这些委员会并无常设机构，而是依托其他机构运作，具有协调性质。

### 毛泽东时代
中华人民共和国成立后，1951年2月14日至16日，中共中央政治局扩大会议召开，决定成立由周恩来、陈云、薄一波、李富春、聂荣臻、宋劭文六人组成的领导小组，组织领导中华人民共和国第一个五年计划的编制工作。这一时期，各类决策议事协调机构的数量不多、名称不一、职能不明、成员不定，运作具有较大的灵活性，多用于临时领导、协调某一领域工作。如1954年7月，成立中央对台小组（后改称中央对台工作领导小组），负责中共中央对台工作。
1953年3月10日，周恩来主持起草了《中共中央关于加强中央人民政府系统各部门向中央请示报告制度及加强中央对于政府工作领导的决定（草案）》，规定“今后政府工作中一切主要的和重要的方针、政策、计划和重大事项，必须经过党中央的讨论和决定或批准。”划分了计划、财经、政法、外事、交通、农林、劳动、文教等各大“口”，分别由一位中共中央政治局常委直接领导。同年11月24日，《中共中央关于加强干部管理工作的决定》发布，政府部门中的中国共产党籍干部开始由中国共产党各级组织部门统一管理。中共中央自此以各类决策议事协调机构集中权力。
1957年1月10日，中共中央发出《关于成立中央经济工作五人小组的通知》，决定由陈云、李富春、薄一波、李先念、黄克诚组成五人小组，在中共中央政治局领导下，统一领导中国的经济工作。一年后，中共领导层在南宁召开会议，毛泽东在会上批评了“反冒进”和以陈云为组长的中央经济工作五人小组，实质上是中国经济工作的决策权和组织程序矛盾的问题。
1958年6月10日，在社会主义建设总路线提出后一个月，中共中央发出《关于成立财经、政法、外事、科学、文教小组的通知》，以中央财经小组取代原经济工作五人小组的同时，以中共中央法律委员会为基础建立了中央政法小组，明确了此前3月6日设立的中央外事小组，新设立了中央科学小组和中央文教小组，是为首批明确设立的议事协调机构。同时，毛泽东在批示中明确：“这些小组是党中央的，直属中央政治局和书记处，向它们直接作报告。大政方针在政治局，具体部署在书记处。只有一个政治设计院，没有两个政治设计院。大政方针和具体部署，都是一元化，党政不分。具体执行和细节决策属政府机构及其党组。对大政方针和具体部署，政府机构及其党组有建议之权，但决定权在党中央。政府机构及其党组和党中央一同有检查之权。”纠正了此前权责不分的顶层决策机制，明确了各小组仅有建议权、并无决策权。
1966年5月，《五一六通知》发布，中央文化革命小组取代两年前成立的文化革命五人小组，领导学术、教育、新闻、文艺、出版五个领域的事务。中共八届十一中全会召开后，中共中央通过了《关于无产阶级文化大革命的决定》，正式赋予其“无产阶级文化革命的权力机构”的性质，直接指挥、管理文化大革命至1969年。文革期间，其余各领导小组的运作基本中断。1976年10月“粉碎四人帮”后，由耿飚负责的中央宣传领导小组成立，统一领导文化大革命结束后的宣传舆论工作。1978年6月，中央政法小组恢复，协助中共中央管理最高法、最高检、公安部、民政部四部门事务。

### 改革开放时期
中共十一届三中全会召开后，中共中央各领导小组陆续恢复设立，也设立了一批新的小组以领导、协调、管理某方面事务。1980年3月17日成立中央财政经济领导小组，4月8日成立对外宣传小组；1981年成立中央外事工作领导小组；1982年6月28日成立中央机关干部教育工作小组。
1982年1月13日，邓小平在中央政治局扩大会议讲话时提出，要精简各类型机构。1987年12月，中央政治局批准了中央机构改革领导小组《关于党中央、国务院机构改革方案的报告》，明确要“撤销与国务院职能部门重叠的领导小组和办事机构；合并业务相近的事业单位；明确直属工作机构的职能，精简内部人员。”1988年1月10日，成立中央宣传思想工作领导小组，协调意识形态领域事务。同年5月19日，将中央政法委员会改为中央政法领导小组，指导和协调政法方面工作，职能大大削弱。同年，中央党的建设工作领导小组成立，负责中国共产党党建工作。这一阶段的议事协调机构以“党政分开”为主导思想，因此职能多为协调、指导，不具有决策权。一批领导小组和议事协调机构在这期间或撤销、合并，或并入国务院部委。
1993年3月，中共十四届二中全会通过了《关于党政机构改革的方案》，列出了当时存在的12个领导小组和议事性委员会，即：中央财经领导小组、中央对台工作领导小组、中央机构编制委员会、中央外事工作领导小组、中央农村工作领导小组、中央党的建设工作领导小组、中央宣传思想工作领导小组、中央党史领导小组和中央社会治安综合治理委员会、中央保密委员会、中央密码工作领导小组、中央保健委员会。
中共中央在此后又成立了多个委员会或领导小组，以应对改革开放后经济社会发展及国际形势变化。如：1997年4月21日，成立中央精神文明建设指导委员会，掌控意识形态领域，丁关根为主任；1998年3月27日，成立中央维护稳定工作领导小组负责维稳，成立中央反腐败协调小组负责协调反腐败事务，组长均为尉健行；2000年9月，组建中央国家安全工作领导小组，与中央外事工作领导小组合署办公；2001年8月23日，成立国家信息化领导小组，以推进中国信息化建设。2003年4月29日，中央新疆工作协调小组召开第一次会议。2003年5月23日，中共中央政治局决定成立中央人才工作协调小组。2003年7月，为应对香港游行，成立中央港澳工作协调小组，曾庆红任组长。2009年11月，中共中央决定成立中央巡视工作领导小组，并将中央纪委、中央组织部各类巡视组统一更名为中央巡视组。

### 习近平时代
中共十八大召开之后，中共中央议事协调机构的分化与整合趋势逐渐显现，有常态、实体、间歇、虚置等四种运行模式。各委员会和小组采用民主集中制的方式，在讨论后形成集体意见，由中共中央政治局乃至中共中央定夺，呈现具有中国特色的、由中国共产党主导的决策和协调机制。此外，各议事协调机构由高级别的党和国家领导人担任负责人，保障了决策和执行的效果。习近平出任中华人民共和国最高领导人以来，建立了多个决策议事协调机构，亲任多个机构的主要负责人，打破了胡温体制下“九龙治水”的决策制度，将权力集于一身；借此，决策议事协调机构也走向公开化、常态化。

#### 十八大至十九大
2013年6月16日，中央西藏工作协调小组见诸报端，俞正声任组长。2013年11月，中共十八届三中全会决定成立中央全面深化改革领导小组。2014年1月24日，中共中央政治局研究设置中央国家安全委员会。2014年2月27日，中央网络安全和信息化领导小组宣告成立。2015年7月30日，中共中央政治局决定设立中央统一战线工作领导小组。2016年4月，中共中央决定成立党和国家功勋荣誉表彰工作委员会。2017年1月22日，中共中央政治局决定设立中央军民融合发展委员会。

#### 十九大至二十大
2018年2月28日，中共十九届三中全会通过了《中共中央关于深化党和国家机构改革的决定》。《决定》提出，“党中央决策议事协调机构在中央政治局及其常委会领导下开展工作。”同时，明确要“加强和优化党对深化改革、依法治国、经济、农业农村、纪检监察、组织、宣传思想文化、国家安全、政法、统战、民族宗教、教育、科技、网信、外交、审计等工作的领导。”
同日，《深化党和国家机构改革方案》印发，中共中央新组建中央全面依法治国委员会、中央审计委员会、中央教育工作领导小组3个决策议事协调机构，将已有的中央全面深化改革领导小组、中央网络安全和信息化领导小组、中央财经领导小组、中央外事工作领导小组4个领导小组改为委员会。
2020年2月，中央港澳工作协调小组升格为中央港澳工作领导小组。

#### 二十大至今
2023年3月，《党和国家机构改革方案》印发，中共中央组建中央金融委员会、中央科技委员会。同年，京津冀协同发展、长三角一体化、长江经济带、黄河流域生态保护和高质量发展、粤港澳大湾区建设、海南自由贸易港等多个协调区域性重大战略的领导小组合并成立中央区域协调发展领导小组。
2023年4月18日，中共中央印发《中央党内法规制定工作规划纲要（2023－2027年）》，明确应当健全中共中央对重大工作的领导体制，提出要“研究制定《党中央决策议事协调机构工作条例》，健全党中央决策议事协调机构的设立和运行机制，发挥对重大工作进行顶层设计、统筹协调、整体推进、督促落实的职能作用。”
2025年6月30日，中共中央政治局审议《党中央决策议事协调机构工作条例》，进一步规范了中共中央决策议事协调机构的设立、职责和运行，完善了中国共产党党内法规。

## 设置

### 委员会

#### 办公室单设的委员会
如无特别说明，各委员会办公室均为正部级单位。
- 中央国家安全委员会
  - 办公室（主任蔡奇，常务副主任刘海星）
- 中央网络安全和信息化委员会
  - 办公室（主任庄荣文）
- 中央军民融合发展委员会
  - 办公室（常务副主任邵新宇）
- 中央财经委员会
  - 办公室（与中央农村工作领导小组办公室合署办公；主任何立峰，常务副主任韩文秀）
- 中央外事工作委员会
  - 办公室（主任王毅）
- 中央机构编制委员会
  - 办公室（主任李小新）
- 中央金融委员会
  - 办公室（与中央金融工作委员会合署办公，主任何立峰，常务副主任王江）
- 中央空中交通管理委员会
  - 办公室（主任蔡剑江）
- 中央保密委员会
  - 办公室（由中央办公厅管理，副部级，与国家保密局一个机构两块牌子，主任李兆宗）

#### 办公室不单设的委员会
- 中央全面深化改革委员会
  - 办公室（牌子挂在中央政策研究室，主任王沪宁，常务副主任穆虹）
- 中央全面依法治国委员会
  - 办公室（设在司法部，单设秘书局；主任陈文清，副主任贺荣）
- 中央审计委员会
  - 办公室（设在审计署，单设秘书局；主任侯凯）
- 中央科技委员会
  - 办公室（设在科学技术部，主任阴和俊）
- 中央保健委员会
  - 副主任曾益新（正部长级）
  - 办公室（牌子挂在国家卫生健康委员会保健局）
- 党和国家功勋荣誉表彰工作委员会
  - 办公室（与人力资源和社会保障部国家表彰奖励办公室合署办公）

### 领导小组

#### 办事机构单设的领导小组
如无特别说明，各办事机构均为正部级单位。
- 中央港澳工作领导小组
  - 中共中央港澳工作办公室（加挂国务院港澳事务办公室牌子，主任夏宝龙）
- 中央对台工作领导小组
  - 中共中央台湾工作办公室（加挂国务院台湾事务办公室牌子，主任宋涛）
- 中央巡视工作领导小组
  - 办公室（副部级，设在中央纪委，主任王鸿津）
- 中央密码工作领导小组
  - 办公室（由中央办公厅管理，副部级，与国家密码管理局一个机构两块牌子，加挂中央办公厅机要局牌子，主任刘东方）

#### 办事机构不单设的领导小组
- 中央教育工作领导小组
  - 秘书组（设在教育部，单设秘书局；组长怀进鹏）
- 中央生态环境保护督察工作领导小组
  - 办公室（由生态环境部中央生态环境保护督察协调局承担具体工作）
- 中央农村工作领导小组
  - 办公室（牌子挂在中央财经委员会办公室，主任韩文秀）
- 中央退役军人事务工作领导小组
  - 办公室（设在退役军人事务部）
- 中央党的建设工作领导小组
  - 秘书组（设在中央政策研究室，组长江金权）
- 中央宣传思想文化工作领导小组
  - 办公室（设在中央宣传部，加挂中央精神文明建设办公室牌子，专职副主任胡凯红）
- 中央统一战线工作领导小组
  - 办公室（设在中央统战部）
- 中央区域协调发展领导小组
  - 办公室（由国家发展和改革委员会区域协调发展司承担具体工作）

### 协调小组

#### 办事机构不单设的协调小组
- 中央西藏工作协调小组
  - 办公室（设在中央统战部，序列号七局）
- 中央新疆工作协调小组
  - 办公室（设在中央统战部，序列号八局）
- 中央反腐败协调小组
  - 办公室